# Пек (река)
Пек (Велики-Пек; серб. Пек) — река в Сербии, правый приток Дуная, протекает по территории общин Майданпек, Кучево, Голубац и Велико-Градиште в Борском и Браничевском округах на востоке страны. Несудоходна. 
Длина реки составляет 129 км (вместе с Липой — 140 км). Площадь водосборного бассейна — 1230 км². Среднемноголетний расход воды в низовье около Кусичей — 9,0 м³/с.
Пек начинается от слияния Ягнило с Липой и до впадения Мали-Пека носит название Велики-Пек. Генеральным направлением течения реки является северо-запад. Впадает в Дунай на участке Железных Ворот в 1058,3 км от устья.